# 吴春燕
吴春燕（1992年2月21日—），汉族，中国女演员。2012拍摄电视剧《城市猎人》进入娱乐圈；近年在热播剧《新萧十一郎》《我是杜拉拉》《胜利之路》等中扮演主要角色，演技备受肯定而人气大涨。

## 主要经历
- 1992年 出生于辽宁省大连市
- 2010年 考入中央戏剧学院表演系本科班学习（2014年毕业）
- 2012年 拍摄电视剧《城市獵人 (中國電視劇)》，同年获得第十届世界旅游小姐国际大赛中国区总冠军[5]
- 2013年 拍摄电视剧《上官婉儿》《39度青春》和电影《渔王争霸》
- 2014年 出演热播剧《新萧十一郎》《胜利之路》和《杜心五传奇》[6]
- 2015年 拍摄《我是杜拉拉》

## 影视作品

### 电视剧
| 首播时间 | 电视剧         | 角色   | 备注 |
| -------- | -------------- | ------ | ---- |
| 2014年   | 《城市猎人》   | 子盈   |      |
| 2015年   | 《新萧十一郎》 | 无霜   |      |
| 2016年   | 《新邊城浪子》 | 苏晓晓 |      |
| 2016年   | 《我是杜拉拉》 | 安薇薇 |      |
| 待播     | 《上官婉儿》   | 萧婕妤 |      |
| 待播     | 《39度青春》   | 芳芳   |      |
| 待播     | 《胜利之路》   | 纯子   |      |
| 待播     | 《杜心五传奇》 | 罗成欣 |      |
| 待播     | 《我叫赵红花》 | 于小洋 |      |

### 电影
| 首播时间      | 电影         | 角色   | 备注 |
| ------------- | ------------ | ------ | ---- |
| 2014年1月17日 | 《渔王争霸》 | 佟香菱 |      |

### 话剧
- 话剧《小井胡同》

## 获奖
- 第十届世界旅游小姐国际大赛中国区总冠军